# 新合村 (熊本県)
新合村（しんごうむら）は、熊本県の天草諸島、天草下島に存在していた村。

## 歴史
- 1889年（明治22年）4月1日 - 町村制の施行に伴い、新合村、立原村が合併し成立。
- 1954年（昭和29年）11月1日 - 新合村が富津村・一町田村と合併して河浦町が発足。